# Azatrephes discalis
Azatrephes discalis är en fjärilsart som beskrevs av Walker 1856. Azatrephes discalis ingår i släktet Azatrephes och familjen björnspinnare. Inga underarter finns listade i Catalogue of Life.